# Вольская, Елена Ивановна
Еле́на (Ля́ля) Ива́новна Во́льская (30 августа 1923, Екатеринослав, Украинская ССР, СССР — 4 апреля 1998, Москва, Россия) — советская актриса.

## Биография
Елена Вольская родилась 30 августа 1923 года.
В 1950 году окончила ВГИК (курс Бориса Бибикова и Ольги Пыжовой). С 1950 по 1983 годы играла в Театре-студии киноактёра. Снялась более чем в ста фильмах, главным образом в эпизодических ролях.
После ухода из Театра киноактёра, Елена Ивановна два года отработала музейным работником в Государственном литературном музее.
Последние годы жизни Вольская жила очень уединённо, ни с кем не общалась.
Похоронена на Пятницком кладбище.

## Фильмография
1. 1949 — Кубанские казаки
2. 1951 — Спортивная честь
3. 1951 — Пржевальский — Катя
4. 1954 — Анна на шее
5. 1954 — Верные друзья — зрительница в клубе водников (нет в титрах)
6. 1955 — Чужая родня — Глазычева
7. 1956 — Полюшко-поле
8. 1956 — Первые радости — Глаша
9. 1957 — Они встретились в пути — эпизод
10. 1957 — Случай на шахте восемь — Лизочка, работница шахты
11. 1958 — Стучись в любую дверь
12. 1959 — Муму
13. 1959 — Баллада о солдате — деревенская женщина
14. 1960 — Трижды воскресший — секретарша (нет в титрах)
15. 1961 — Битва в пути — секретарша
16. 1961 — Воскресение
17. 1961 — Ночь без милосердия — эпизод
18. 1961 — Наш общий друг — эпизод (нет в титрах)
19. 1962 — Без страха и упрёка — эпизод
20. 1964 — Живёт такой парень
21. 1964 — Жили-были старик со старухой — почтальон
22. 1964 — Негасимое пламя — жена любителя пива
23. 1965 — Время, вперёд!
24. 1965 — Мы, русский народ — крестьянка
25. 1965 — Чёрный бизнес — Кармела, сбытчица «левых» изделий
26. 1965 — Сквозь ледяную мглу — Эльза, жена рыбака
27. 1966 — Человек без паспорта
28. 1966 — Сказка о царе Салтане
29. 1966 — Одни
30. 1967 — В горах моё сердце
31. 1970 — Меж высоких хлебов
32. 1971 — Достояние республики
33. 1971 — Седьмое небо
34. 1971 — Телеграмма — приёмщица в химчистке
35. 1971 — Тени исчезают в полдень
36. 1971 — Ехали в трамвае Ильф и Петров — пассажирка трамвая
37. 1971 — Сквозь ледяную мглу
38. 1972 — Человек на своём месте — Евдокия Филипповна
39. 1972 — Пётр Рябинкин — эпизод
40. 1973 — Иван Васильевич меняет профессию
41. 1973 — Нейлон 100 %
42. 1973 — За час до рассвета — баба с гусями (нет в титрах)
43. 1974 — Земляки
44. 1974 — Кыш и Двапортфеля
45. 1974 — Помни имя своё
46. 1974 — Три дня в Москве
47. 1974 — Романс о влюблённых
48. 1974 — Фронт без флангов
49. 1975 — Не может быть! — цветочница
50. 1976 — Слово для защиты
51. 1976 — «Сто грамм» для храбрости…
52. 1976 — Легенда о Тиле
53. 1977 — Солдат и слон — эпизод
54. 1978 — Живите в радости — пекарь
55. 1979 — Недопёсок Наполеон III — работница зверофермы
56. 1979 — Москва слезам не верит — консьержка в высотке
57. 1979 — Отец и сын
58. 1979 — Утренний обход — эпизод
59. 1979 — Безответная любовь — эпизод
60. 1980 — Вечерний лабиринт — уборщица
61. 1981 — Факты минувшего дня — санитарка
62. 1983 — Чучело — бабка
63. 1983 — Букет фиалок — воспитатель в детском доме